# إحياء اللغة العبرية
تمت عملية صناعة اللغة العبرية الحديثة في أوروبا في نهاية القرن التاسع عشر وبداية القرن العشرين حيث تحولت اللغة العبرية من لغة مكتوبة خاصة بالطقوس الدينية إلى لغة محكية واللغة الرسمية لدولة إسرائيل. لم تكن عملية إحياء اللغة العبرية عملية لغوية على نحو محض، بل كانت جزء من فكر مرتبط بالصهيونية وتأسيس دولة إسرائيل في عام 1948.
وتعتبر عودة استخدام اللغة العبرية القديمة بانتظام أمر فريد من نوعه، فلا يوجد مثال آخر للغة بائدة أصبحت لغة وطنية واللغة الأم لملايين البشر.
وطرأت تغيرات لغوية في اللغة العبرية خلال عملية إحيائها. فبالرغم من إصرار قادة العملية على أن عملهم يكمن فقط في الإكمال من حيث انتهت حيوية اللغة، إلا أنهم في حقيقة الأمر قاموا بإنشاء وضع جديد للغة، وتنتشر اليوم في أنحاء إسرائيل الخصائص المشتقة من اللغة العبرية على مر العصور وأيضاً من اللغات الأوربية وتترأسها اللغة اليديشية واللغة العبرية الحديثة.

## تاريخ

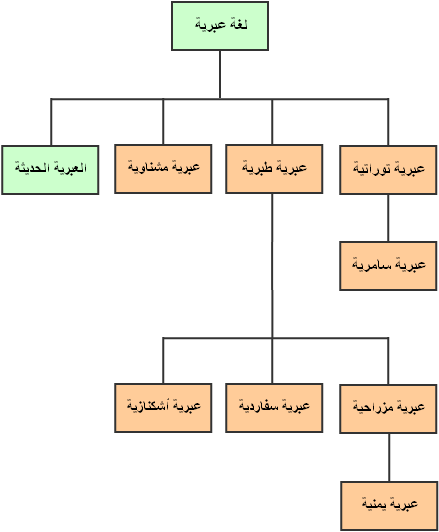
نتيجة الأوضاع التي مر بها اليهود، انقسمت اللغة العبرية كما يلي:
لغات عبرية تستعمل بنطاق ضيق.
لغات عبرية حية ومستعملة بشكل واسع.

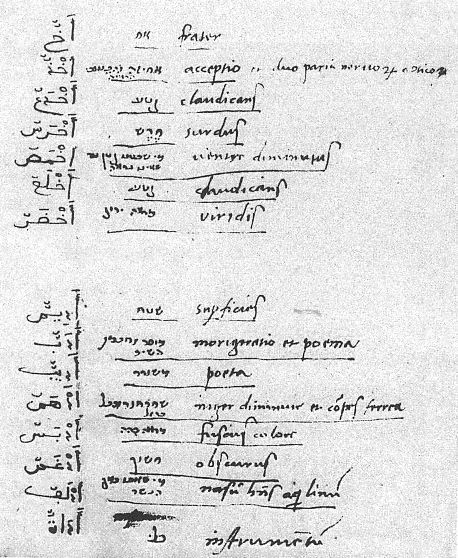
قاموس عربية-عبرية-لاتينية، 1524

. لم تكن اللغة العبرية لغة أم منذ انتهاء استخدام لغة الحكماء العبرية المحكية في القرن الثاني الميلادي، لكن اليهود كانوا يستخدمونها في القرون الوسطى في عدد كبير من التخصصات مما حافظ على بقاء جزء كبير من السمات المميزة للغة العبرية.
أولاً، تم الحفاظ على اللغة العبرية التوراتية من خلال مصادر معترف بها على رأسها التناخ (خاصة الأجزاء المستخدمة منه في الطقوس مثل التوراة والهفتاروت والمجيلوت والمزامير) والميشناه. إلى جانب ذلك، عُرفت العبرية من خلال الترانيم والصلوات والمدارش وما شابه

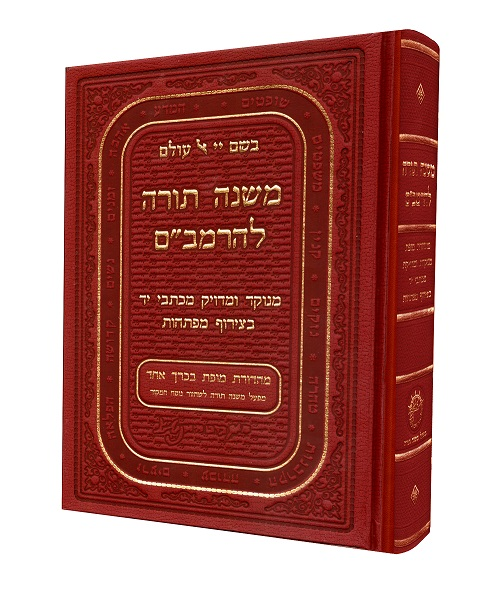

اُستخدمت اللغة العبرية القديمة في القرون الوسطى كلغة مكتوبة في المؤلفات اليهودية، ويتضمن ذلك الهالاخاه والأحكام الدينية وكتب التأمل. وكان هذا الاستخدام للعبرية في أغلب الحالات غير طبيعياً البتة خاصة في بداية عملية إحياء اللغة في القرن الثامن عشر في أوروبا. فكانت اللغة منمقة ومليئة بالاقتباسات والأساليب الغير نحوية ويخالطها لغات أخرى خاصة الآرامية.
وعلاوة على ذلك فإن الجزء الخاص بالأدب الربانى لم يكتب باللغة العبرية القديمة، وإنما كتب بإحدى اللغات التي استخدمها اليهود مثل الآرامية والعربية اليهودية واللغة الييديشية وما إلى ذلك.
لم يكن استخدام اللغة العبرية محصور في الكتابة، فكانت تستخدم أيضاً كلغة منطوقة في الكنيس وغرف الدراسة اليهودية. وبهذا حُفظت أصوات اللغة العبرية ولفظ حروفها العلة والصحيحة. وبالرغم من ذلك فإن تأثير اللغات الأجنبية في المنطقة قد أحدث الكثير من التغيرات التي أدت إلى ظهور ثلاثة أشكال مختلفة من اللفظ:
- العبرية الإشكنازية: يستخدمها يهود أوروبا الغربية والشرقية، وقد حافظت في الغالب على بناء حروف العلة، لكن ربما أضاعت النبر والمضاعفة، وهذا مما لا يمكن تأكيده حيث لا توجد تسجيلات لأصوات اللغة ولكناتها.
- العبرية السفاردية: يستخدمها يهود إسبانيا وإيطاليا بالإضافة إلى عددكبير من يهود البلاد الإسلامية، وقد حافظت على بناء يختلف عن بناءالتحريك الطبري المعروف (حيث تحتوى فقط على خمس حركات كنتيجة للمزج بين حركتى الباتاح والقامتص، وحركتب الصيرية والسيجول) لكنها حافظت على الحروف الصحيحة والنبر وكذلك الشدة والسكون.
- العبرية اليمنية: يعتقد البعض أنها حافظت على لفظ اللغة العبرية التوراتية بالكامل تقريباً، ولكن لم تكن اليمن معروفة ضمن الأماكن التي حدثت بها عملية الإحياء.

توجد ضمن كلاً من هذه المجموعات مجموعات جانبية أخرى مختلفة في اللفظ. فهناك على سبيل المثال اختلافات بين العبرية التي يتحدثها يهود بولندا وتلك التي يتحدثها يهود لتوانيا أو الأخرى التي يتحدث بها يهود ألمانيا.
تُشير الأدلة التي اكتشفها الباحثون إلى ظهور نسخة محكية من اللغة العبرية في أسواق القدس خلال الخمسين سنة السابقة لبداية عملية إحياء اللغة العبرية. فقد احتاج يهود السفارد الذين تحدثوا اللادينوا أو العربية ويهود الإشكناز الذين تحدثوا اليديشية إلى لغة مشتركة لأغراض تجارية، فكانت اللغة العبرية الاختيار الأكثر تجلياً. بالرغم من أن اللغة العبرية كانت تستخدم في هذه الحالة، إلا أنه يجدر الإشارة أنها لم تكن لغة أم بل كانت لغة مشتركة للتواصل بين اليهود.
قامت عملية إحياء اللغة العبرية في وضع لغوي يسوده ازدواجية اللغة حيث توجد لغتين في ثقافة واحدة؛ لغة مرموقة وأخرى عامية. ولقد تضاءلت هذه الظاهرة في أوروبا مع بداية اللغة الإنجليزية في القرن السادس عشر، لكن لا زال هناك فروق بين اللغة المحكية في الشارع واللغة المكتوبة. تحدث الروس على سبيل المثال اللغة الروسية الشعبية فيما بينهم، ولكن كانوا يكتبون بأسلوب أكثر أدبية باللغة الروسية أو الفرنسية، بينما تحدث الألمان بلهجة محلية وكتبوا باللهجة الألمانية الرسمية. وكان اليهود لديهم وضع مشابه: فاللغة اليدشية هي اللغة المحكية، أما اللغة العبرية هي اللغة المكتوبة لأغراض خاصة بالطقوس الدينية، بينما استخدموا الروسية والفرنسية والألمانية وغيرها للأغراض الدنيوية.

## إحياء اللغة العبرية المكتوبة
جرت عملية إحياء اللغة العبرية أثناء تطبيقها واقعياً في خطين متوازيين يتمثلان في إحياء اللغة العبرية المكتوبة من جهة وإحياء اللغة العبرية المحكية من جهة أخرى. فلم تكن العمليتان متصلتان في العقود الأولى القلائل، بل كانت تحدث في أماكن مختلفة أيضاً، حيث كانت اللغة العبرية المكتوبة تُجدد في مدن أوربية، بينما طُورت اللغة العبرية المحكية بشكل أساسي في فلسطين. لم تبدأ العمليتان بالاندماج حتى بداية القرن العشرين، فكانت هجرة  حاييم نحمان بياليك  إلى فلسطين في عام 1924 نقطة فاصلة في هذه العملية. لكن الاختلاف الكبير بين اللغة العبرية المحكية والمكتوبة بقي بعد نقل الأخيرة إلى فلسطين، ولا زال هذا الاختلاف قائم إلى اليوم. لم تبدأ خصائص اللغة العبرية المحكية في التسرب إلى الإنتاج الأدبي إلا في الأربعينات من القرن العشرين (في كتب موشى شامير ويزهار سملنسكى)، ولم تظهر اللغة العبرية المحكية على نحو واسع إلا في التسعينات وكتب ايتغار كيريت مثال على ذلك.

### اللغة العبرية أثناء حركة هاسكالا
طرأت تغيرات في اللغة العبرية قبل عملية إحياء الكتابة العبرية الأدبية أثناء حركة هاسكالا اليهودية المشابه لحركة التنوير العلمانية. رأى أعضاء هذه الحركة المدعوون ماسكيليم والذين ناءوا بأنفسهم عن اليهودية الحاخامية بأن لغة الأدب الرفيع يجب أن تكون العبرية أو اللغة العبرية التوراتية. فكانوا يعتبرون الميشنايك واللغة الآرامية وأشكال أخرى من العبرية ناقصة وغير مناسبة للكتابة. وطغى على الكتابات الأدبية أثناء حركة هاسكالا مبدأين هما: الصفائية واللغة المنمقة. وينص مبدأ الصفائية على أن جميع الكلمات المستخدمة يجب أن تكون من أصل توراتي حتى لو لم يكن المعنى كذلك. أما مبدأ اللغة المنمقة فهو قائم على جلب آبيات كاملة وتعابير كما هي من التناخ، وكلما كان البيت منمق كلما اُعتبر أكثر جودة. وتعتبر الكلمات المفردة التي ترد في النص مرة واحدة ميزة لغوية أخرى تزيد من مقام النص.
ونعرض هذه الفقرة الافتتاحية من الرواية أهافت تسيون أو حب صهيون للكاتب أفراهام مافو كمثال لنص ينتمى لحركة الهسكالا:

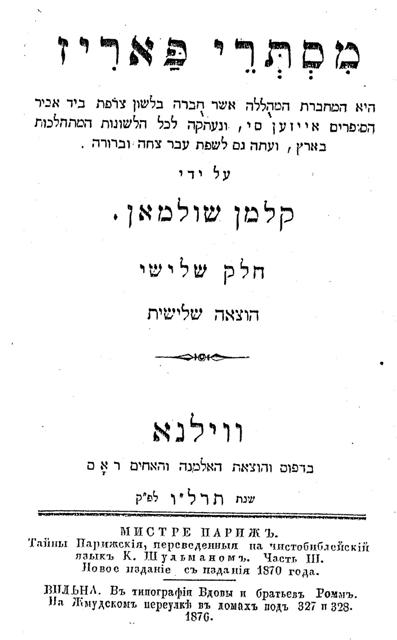
ترجمة الكتاب الفرنسي "أمور غامضة في باريس"

واهتم أصحاب حركة الهسكالاه إلى جانب الأدب بعالم الصحافة العبرية، ابتداء من مجلة كهيلت موسار والتي تعد محاولة غير ناضجة قام بها موشى مندلسون في الخمسينيات من القرن الثامن عشر مروراً بمجلة همئسيف، ومجلة بخورى هعتيم، وكيرم حيمد، وصولاً إلى المجلة الأسبوعية همجيد، وصحيفة همليتس وهاتسفيرا، والمجلة الشهرية هشحار وغير ذلك.
وقد حافظ أصحاب هذه الحركة على الاتصال بينهم من خلال المجلات والصحف العبرية التي انتشرت بين الجاليات اليهودية في أوروبا واشتملت على مقالات عن حركة (حوخمت يسرائيل) ونصوص أدبية وأشعار. وقد ساهمت هذه المجلات مساهمة كبيرة في تحديث اللغة العبرية واستخدام اللغة في مجالات مختلفة.
إذا كان مافو قد نجح في رواية حب صهيون المُستمدة من خلفية مقرائية في وضع صفات منطقية للشخصيات والأماكن والأحداث، فإنه اضطر لاستخدام لغة الحكماء في رواية (ذئب في جلد حمل) لوصف شخصيات من يهود ليطا المعاصرين له. فعندما اتجه أدباء عصر الهسكالاه إلى جعل اعمالهم تتناول أحداث تدور في عصور أكثر حداثة، زاد الشعور بقلة المفردات الكثيرة التي كانت تُستخدم من قبل واقتصارها فقط على غرض الوصف وخاصة عند تأليف الكتب العلمية وكتب الطبيعة أو عند ترجمة الآداب من اللغات الأوروبية المختلفة. ولقد قام الكاتب مندلى موخير سفاريم بكسر هذا الحاجز أخيراً في نهاية الثمانينات من القرن التاسع عشر.

### مندلي موخير سفاريم
أُطلق على مندلى (1846 – 1917) المدعو يعقوب إبراهيم لقب «موخير سفاريم» أي بائع الكتب. بدأ مندلى الكتابة بالعبرية في زمن حركة الهاسكالا وتقيد بجميع مبادئ كتابتها، ثم قرر أن يكتب ياللغة اليدشية فسبب ثورة لغوية تتجسد في الانتشار الواسع لاستخدام اللغة اليدشية في الأدب العبري. وعاد مندلى إلى الكتابة باللغة العبرية في عام 1886 بعد انقطاع طويل، لكنه قرر أن يتجاهل قواعد اللغة العبرية التوراتية وأضاف حشد من المفردات من العصر الحاخامي والقرون الوسطى. وقد استخدم أسلوباً جديداً في كتابه «في قلب الضجيج»، هذا الأسلوب الذي يتسم بالاستطالة والتنوع يعكس لغة الكلام الييديشية التي كان الناس يتحدثون بها في محيطه، كما أنه حافظ في الوقت ذاته على جميع الأطوار التاريخية للغة العبرية. كان مندلى في حاجة إلى لغة لتمثل اللغة العامية التي تحتوي على النكات اللغوية والوصف التفصيلي في أعماله باللغة العبرية والتي كان بعضها ترجمات لكتبه باللغة اليدشية. وكان هذا الأمر كافياً للتخلص من قيود البلاغة التوراتية وبلاغة عصر الهسكالا، وكافياً أيضاً للتوجة إلى استخدام تعبيرات ومفردات تنتمى إلى لغة الحكماء مع دمجها بسمات تركيبية مستمدة من اللغات الأوروبية.
وقد اعتبرت لغة مندلى «لغة تركيبية» أي أنها تتركب من عدة مراحل لغوية سابقة وليست امتداد مباشر لمرحلة لغوية معينة. وتوصل الباحثون في الآونة الأخيرة إلى حقيقة مفادها أن لغة مندلى تعد امتداد مباشر للغة الأدب الرباني والحسيدي الذي يعود إلى بداية العصر الحديث، مع إضافة مبادئ حديثة وخاصةً في مجال النحو.

### استمرار إحياء اللغة العبرية المكتوبة
أنتشر أسلوب مندلي بسرعة وتبناه الكتاب المعاصرون بلهفة كبيرة. وتوسع أستخدام هذا الأسلوب في مجالات إضافية حيث استخدمه آحاد هعام في مقالتة «ليس هذا هو الطريق» في عام 1889، واستخدمه أيضاً حاييم نحمان بياليك في الشعر في قصيدته «إلى الطير» في ذات السنة. وإضافة إلى ذلك ’بذلت جهود كثيراً لكتابة الكتب العلمية وكتب الطبيعة باللغة العبرية، وبهذا زادت المُصطلحات العلمية والتقنية بشكل كبير. وشهدت أوروبا في الوقت ذاته نهوض اللغة العبرية في الصحف والمجلات وكانت جلسات ونقاشات الجماعات الصهيونية تُجرى وتُسجل باللغة العبرية. ومارس شعراء وكتاب اللغة العبرية حين قدموا إلى فلسطين قدراً معيناً من التأثير على تطور اللغة العبرية المحكية كذلك. على الرغم من التقارب الجغرافي واللغوي بين المراحل المختلفة، ظلت عبرية الكتابة تتميز بسمات كثيرة عن عبرية الكلام، أكثر من أي لغة أخرى تميز بين لغة الكلام ولغة الكتابة. وفي العبرية ينتهج كلاً من علم تركيب الجملة والمفردات وقواعد اللغة نهجاً مختلفاً في الكتابة عن لغة الكلام. وفي البداية كان تمثيل لغة الحديث في الأدب العبرى يتم باستخدام أسلوب راقٍ ورسمي جداً، ولكن في النصف الثاني من القرن العشرين تسربت بعض السمات الأسلوبية الخاصة بلغة الكلام العبرية إلى لغة الحوار الأدبي.

## إحياء اللغة العبرية المحكية

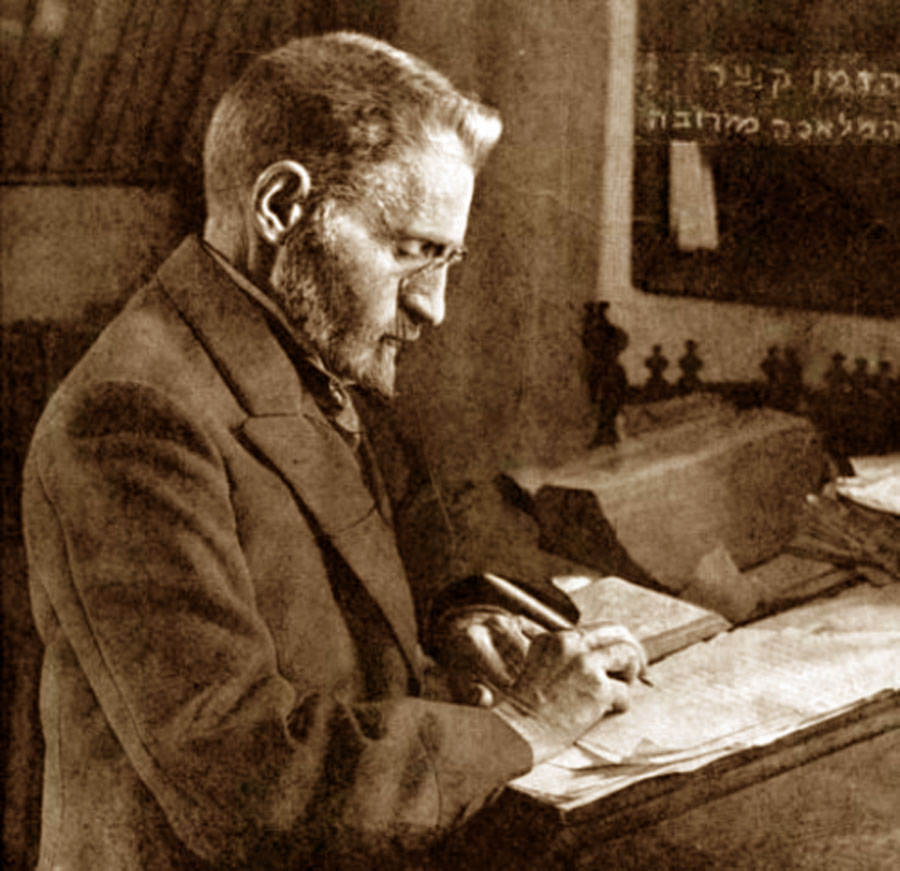
إليعيزر بن يهودا

يُعتبر إليعيزر بن يهودا (1858-1922) محيي اللغة العبرية بالرغم من أن مساهمته الرئيسية في هذا المجال كانت فكرية ورمزية؛ حيث كان أول من نشر فكرة إحياء اللغة العبرية، وأول من نشر مقالات في الصحف بخصوص هذا الموضوع، وشارك في مشروع يُعرف بقاموس بن يهودا. عمل بن يهودا بلا كلل لتوعية الناس في هذه القضية وحارب خصومه. لكن الإجراءات العملية التي أدت أخيراً إلى إحياء اللغة العبرية لم يقم بها بن يهودا في القدس، بل قامت في مستوطنات الهجرة اليهودية الأولى والثانية إلى أرض فلسطين. أُسست المدارس العبرية الأولى في هذه المستوطنات، وأصبحت اللغة العبرية محكية ومستخدمة في الأمور الحياتية اليومية، وأصبحت أخيراً لغة وطنية ونظامية. وتنبع شهرة بن يهودا من مبادرته في نشر الفكرة وقيادته الرمزية لعملية إحياء اللغة العبرية.
يُقسم إحياء اللغة العبرية إلى ثلاثة مراحل تتزامن مع الهجرة اليهودية الأولى إلى فلسطين (1) والهجرة اليهودية الثانية إلى فلسطين (2) وفترة الانتداب البريطاني(3). تمركز النشاط في المرحلة الأولى على المدارس العبرية في المستوطنات وفي نادي بن يهودا، وتوسع استخدام العبرية في المرحلة الثانية إلى الاجتماعات والنشاطات العامة، وأصبح اليشوف والسكان اليهود يستخدمون العبرية لأغراض عامة خلال الانتداب البريطاني. وكان للعبرية في هذه المرحلة جانبين محكي ومكتوب، وانعكست أهميتها في مكانتها الرسمية أثناء الانتداب البريطاني. تميزت جميع المراحل بتأسيس العديد من المنظمات التي كان لها دور فعال وفكري في نشاطات اللغة العبرية. ونتج عن ذلك تأسيس مدارس ثانوية عبرية مثل المدرسة الثانوية العبرية في القدس ومدرسة (هرتسليا) في تل أبيب والمدرسة العلمية التطبيقية في حيفا، والجامعة العبرية والفيلق اليهودي والاتحاد العام لنقابات العمال هستدروت وأول مدينة يهودية تل أبيب.
وكانت العبرية على مر الزمان لدى مؤيديها ومعارضيها على حد السواء نقيضاً لللغة اليدشية. لقد قامت اللغة العبرية، لغة العلمانية والصهيونية والرواد الشعبيين وتحول الأمة اليهودية إلى أمة عبرية تحتل أرضاً، وقفت في مواجهة اللغة اليدشية، لغة المنفى والحاخامية والبرجوازية. ويُطلق على اللغة اليدشية لغة عامية إساءة لها، وواجه المتحدثين بها معارضة قاسية.
ومع ذلك يعتقد جلعاد تسوكرمان أن اللغة اليدشية هي مساهم أول في العبرية في إسرائيل لأنها كانت اللغة الأم للغالبية الساحقة من الذين عملوا في إحياء اللغة العبرية والرواد الأوائل في أرض إسرائيل. ويرى تسوكرمان أنه بالرغم من أن الذين عملوا على إحياء العبرية رغبوا في التحدث بالعبرية مع قواعد ونطق السامية إلا إنهم لم يتمكنوا من تجنب عقلية الأشكناز الناتجة من منشأهم الأوربي. وقال بأن محاولتهم لنكر جذورهم الأوربية ونفيهم للشتات وتجنبهم للتهجين (كما هو واضح في اليدشية) قد باءت بالفشل. «ولو كان الذين عملوا على إحياء العبرية يتحدثون العربية من يهود المغرب لكانت اللغة العبرية في إسرائيل لغة مختلفة تماماً وأكثر ساميةً وراثياً وتصنيفاً. ولا يمكن مقارنة أثر السكان المؤسسين مع أثر المهاجرين اللاحقين.» ويقول تسوكرمان أن التهجين علامة ثراء وحيوية لا تلوث وشوائب.

### العليا الأولى (1882-1903)
تمسك إليعيزر بن يهودا بالأفكار الصهيونية الجديدة مع ظهور القومية اليهودية في أوروبا في القرن التاسع عشر. وكان الاعتقاد السائد في ذلك الوقت أن أحدالمعايير اللازمة التي تحدد أمة ما ذات حقوق وطنية هو استخدامها للغة مشتركة يتحدث بها المجتمع ككل والأفراد. وقد تحدث بن يهودا لأول مرة عن وجهة النظر هذه في مقالته بعنوان (سؤال ملح)التي ’نشرت بعنوان (سؤال وجيه) في عام 1879.

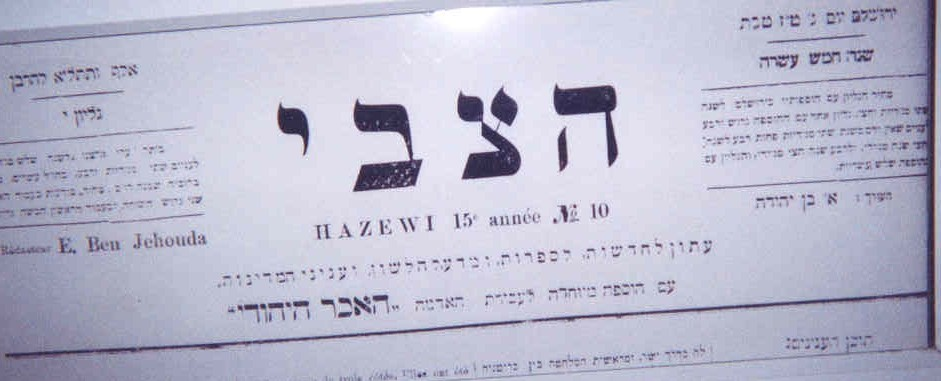
جريدة هتسفي برئاسة تحرير بن يهودا

هاجر بن يهودا إلى فلسطين ليعيش في القدس عام 1881، وحاول حشد الدعم لفكرة التحدث بالعبرية في القدس التي كان يسكنها مجتمع صغير ناطق بالعبرية، وقرر أن تبدأ عائلته بالتحدث في العبرية فقط وحاول أن يقنع العائلات الأخرى بذلك، وأسس جمعيات تهتم بالعبرية، وبدأ بإصدار صحيفة بالعبرية ومن بينها لجنة اللغة العبرية، وبدأ في نشر الجريدة العبرية (هتسيفى)، ودرس اللغة العبرية في المدارس لفترة قصيرة. لكن جهود بن يهودا لم تكن مثمرة للغاية، فبعد عقدين من الجهود المستمرة ذكرت زوجته أنها صنعت كعكة للأسرة العاشرة التي وافقت على التحدث بالعبرية فقط.
في الجانب الآخر بدأ النشاط بالانتشار في نطاق واسع في مستوطنات الهجرة الأولى الريفية والتي تركزت في المدارس العبرية. في عام 1884 أقام (أرييه ليب فرومكن) مدرسة داخلية كانت اللغة العبرية هي اللغة الشائعة فيها سواء تمثل ذلك في الدروس أو في الأحاديث بين التلاميذ. وأُسست أول مدرسة عبرية عام 1886 في مستوطنة ريشون لتسيون اليهودية حيث كانت تدرس بعض الحصص باللغة العبرية. وكان التقدم في ذلك الوقت بطيئاً وواجه العديد من الصعوبات، فعارض الأباء تعليم أبنائهم لغة غير مُمارسة في التعليم العالي، ولم تكن مدارس أبناء المزارعين متطورة بما يكفي، وفيها نقص كبير في وسائل التعليم، بالإضافة إلى عدم وجود كلمات لوصف الأنشطة اليومية، وعدم توفر مناهج مدرسية لتعليم اللغة. ولم يكن هناك اتفاق على استخدام أي لهجة حيث تحدث بعض المعلمين بالعبرية الأشكنازية والبعض الآخر بالعبرية السفاردية.
وفي عام 1895 تجمع كل المعلمين العبريين في فلسطين وكان مجموع عددهم حوالى ثلاثة عشر معلماً، وأُسِّس اتحاد مدرسي اللغة العبرية في عام 1903، وشارك 60 معلم تقريباً في الاجتماع الافتتاحي. بالرغم من أن الرقم لا يبدو كبيراً إلا أن البرنامج المدرسي كان نواة لبضع مئات من المتحدثين بالعبرية كلغة أم، وأثبتوا أنه من الممكن استخدام العبرية في الحياة اليومية.

### العليا الثانية (1904-1914)
بدأ استخدام اللغة العبرية يخرج من إطار الأسرة والمدرسة إلى الأماكن العامة في العليا الثانية. أنشأ أفراد العليا الثانية خلايا اجتماعية مغلقة من الشباب الذين يملكون نظرة مشتركة للعالم ويحفزهم فكر رافض للشتات وثقافته اليدشية. وتستخدم العبرية في جميع التجمعات العامة في هذه الخلايا المغلقة التي غالباً ما تكون في المستوطنات الريفية. وضمنت العبرية مكانتها كلغة حصرية في التجمعات والمؤتمرات والنقاشات بالرغم من أنها لم تكن تستخدم في جميع المنازل والأماكن الخاصة، وكذلك أعتمد الكونجرس الصهيوني العالمي اللغة العبرية كلغة رسمية خلال هذه الفترة. وكان أفراد الهجرة الثانية المثقفين على دراية مسبقة بالعبرية المكتوبة التي نشأت في أوروبا، واجمعوا على أن التحدث باللغة العبرية ممكن أن يكون بمثابة القوة الدافعة لوجود شعب قومي يهودي في (فلسطين). وقد انضم إلى هذه المجموعة خريجي المدارس العبرية السابق ذكرهم الذين كانوا قد بدأوا بالفعل بتنشأة أول جيل يتحدث العبرية كلغة أم في أسرهم.
أسست تل أبيب أول مدينة عبرية في عام 1909، وأستخدمت العبرية بشكل واسع في مقاهيها وشوارعها، وأُجبر المهاجرون الجدد على التحدث بالعبرية، حيث قوبل الحديث بلغة أخرى في مكان عمومي بالرفض. وكانت جميع إشارات الطرق والإعلانات العامة مكتوبة بالعبرية. وقد كتب الأديب (يهوشع) مُتحدثاً عن تل أبيب في عام 1913:
وتطور التعليم العبري حيث ظهرت العديد من المؤسسات التعليمية العبرية ويشمل ذلك المدارس الثانوية العبرية. وأعاد بعض مدرسي العبرية إنشاء مجلس اللغة العبرية، الذي يدعى الآن مجمع اللغة العبرية، والذي بدأ بتحديد القواعد اللغوية الموحدة بدلاً من القواعد المختلفة الموجودة في السابق. وأعلن المجلس مهمته المتمثلة في إعداد اللغة العبرية لاستخدامها كلغة محكية في جميع شؤون الحياة، وصاغوا قواعد للنطق والنحو، وقدموا كلمات جديدة لاستخدامها في المدارس والأماكن العامة، وإنتاج الكتب الدرسية العبرية أيضاً قد بدأ. وظهرت أيضاً كتابات شعرية خاصة بالأطفال باللغة العبرية مثل أشعار (لافين كيفنيث) وأشعار الصغار لبييالك.
بلغ تطوير العبرية ذروته سنة 1913 عندما وقعت حادثة ما يدعى بحرب اللغات. فلقد رغبت حين ذاك شركة مساعدة اليهود الألمان في تأسيس معهد للتعليم العالي للهندسة  وأصرت على أن تكون لغة التدريس فيه الألمانية. وتحرك اليشوف ضد هذه الفكرة الذي نجح في نهاية الأمر في إقناع هذه الشركة، وأقيم المعهد كمعهد دراسي عبري.

### فترة الانتداب
بدا من الواضح بعد الحرب العالمية الأولى أن العبرية ستكون لغة التحدث في إسرائيل. وبالرغم من أن المهاجرين القادمين من الشتات لم يتحدثوا العبرية بصفتها لغتهم الأم، إلا أن أطفالهم تعلموا العبرية كلغة أولى لهم. ولم تعد العملية في ذلك الوقت عميلة إحياء للغة بل عميلة توسيعها ونشرها. وتم تأسيس جمعية للمدافعين عن اللغة العبرية في تل أبيب التي عملت على تعزيز استخدام العبرية، وكان كل من يتحدث غير العبرية في الشارع ينبه بهذه العبارة: «تحدث بالعبرية يا يهودي» (יהודי, דבר עברית)، وهي حملة بدأها ايتمار بن آفي، ابن إليعيزر بن يهودا.
وقد اعترفت هيئة الأمم باللغة العبرية كواحدة من اللغات الرسمية في إسرائيل، وذلك في أعقاب اعتراف حكومة الإنتداب البريطاني بها (كنتيجة للجهود التي بذلها بن يهودا). بدايةً من ذلك الوقت أصبحت جميع الشؤون الإدارية في اليشوف وخارجه تدار باللغة العبرية.

### الحديث باللغة العبرية بين التأييد والرفض
واجهت عملية إحياء اللغة العبرية المحكية منذ بدايتها اعتراضات من قبل اتجاهات مختلفة، فنجد أن الحريديم قد اعترضوا على استخدام (اللغة المقدسة)لأغراض دنيوية، وجاء ذلك في إطار اعتراضهم على الصهيونية بشكل عام. كما عارض هذه العملية أيضاً هؤلاء الذين رفضوا أن يختلط اليهود بغيرهم من الشعوب الأوروبية أو الحديث بلغاتهم. وكذلك الحال بالنسبة لأصحاب حركة اليديشيزم الذين قبلوا فكرة أن يكون لليهود لغة قومية ولكنهم حددوا أن تكون هذه اللغة هي لغة الييدش.
وهناك من استهان بفكرة إحياء لغة الحديث العبرية مثل هرتسل في كتابه الدولة اليهودية: "إنه من غير الممكن أن تدار دولة اليهود باللغة العبرية، لأنه من منايتقن اللغة العبرية إلى الدرجة التي تجعله قادر على شراء تذكرة قطار؟
وكانت هناك دائماً مناقشات كثيرة بمجمع اللغة حول طرق ابتكار الكلمات والنطق الصحيح للغة، واعترضت مجموعة من الأدباء العبريين في أوروبا على تحديث الكلام باللغة العبرية واستخدام طريقة النطق السفاردى.
وكانت شخصية بن يهودا نفسه محور نقاشات قوية فحاول معارضيه تشويه سمعته ومضايقته، وقد أطلقوا على الجمعية التي أسسها باسم (لغة واضحة) اسم (لغة بغيضة)، بينما حاول مؤيديه الإعلاء من شأنه وتمجيد أعماله.
وكانت مرحلة الإحياء جزء من التغيير الواسع الذي لحق بالمجتمع اليهودى كله في العصر الحديث، ومن أهم عوامل نجاح عملية إحياء الحديث العبري الاتصال الأيديولوجى.
وبالإضافة إلى هذا العامل ذكر (بنيامين هرشيف) ثلاثة عوامل أساسية قامت عليها عملية احياء اللغة:
الحياة اليهودية في المهجر متمثلة في المصادر المكتوبة والصلاة، وقراءة التوراة فيي المعابد، وكتابة الأدب الرباني، والكلمات العبرية الممزوجة بالييدش وبقية اللغات اليهودية.
أما العامل الثاني هو إحياء العبرية المكتوبة من خلال أدب فترة الهسكالاه وكذلك الأدب المكتوب منذ مندلي وما بعده. وأخيراً إقامة جماعات عبرية في فلسطين وهذه الجماعات كانت منغلقة وكانت بعيدة عن التأثير القوى للتاريخ اليهودى في أوروبا، كما أن هذه المجموعات قد قد ظهرت في مكان لم تكن فيه العبرية لغة بديلة (مثل أن تكون العربية هي اللغة السائدة في مكان بينما التركية هي لغة الحكومات على سبيل المثال). وبدمج كل هذه العناصر معاً تكونت أيديولوجيا لتطوير ثقافة عبرية أصلية لليهود في فلسطين.

## سمات لغوية
اتسمت المراحل اللغوية التي مرت بها العبرية خلال فترة الإحياء بتأثير ثلاثة اتجاهات مختلفة وهى:
التراث التاريخي للعبرية، وخصائص اللغات الأوروبية التي سيطرت على وعي محي اللغة العبرية، والمراحل التي مرت بها اللغة العبرية باعتبارها مراحل تمر بها أية لغة حية.
حيث حاول أبناء فترة الإحياء العمل على تحديث اللغة العبرية التي كانت متحدثة في فترتى المقرا والحكماء، وبمرور الزمن بدأ مصححي اللغة يحذرون من تسرب العناصر الدخيلة (من اللغات الأوروبية) إلى اللغة العبرية، وفي الخمسينيات من القرن العشرين تبلورت فكرة أن العبرية الإسرائيلية هي لغة قائمة بذاتها، وذلك بفضل جهود حييم روزين، وحييم بلنك.

### التوسيع المعجمي والاستحداثات اللغوية
هناك عملية آخرى مرتبظة بعملية إحياء اللغة العبرية وهذه العملية هي توسيع المعجم اللغوي للعبرية، ففي بداية مرحلة الإحياء واجه المتحدثون مشكلة الفقر الشديد في المفردات اللازمة للتعبير عن أفعال وأشياء تخص الحياة اليومية؛
فمثلاً عندما طلب بن يهودا من زوجته إعداد الشاى قال لها «خذي هذا وافعلي هذا».
وقد’سد هذا النقص في المفردات من خلال مصادر تاريخ العبرية، وأحياناً يتم ذلك من خلال الخلط بين معاني الكلمات المترادفة والتي تعود إلى فترات تاريخية مختلفة مثل (ولد ورضيع)، (وجبة ومأدبة)، وأحياناً أخرى من خلال اقتراض الكلمات من اللغات الأجنبية. وقد اشترك في عملية التوسيع المعجمي أفراد ومؤسسات، وكان من أبرز هؤلاء الأفراد بن يهودا، ويوسيف كلوزنر، وبيالك وغيرهم، أما المؤسسات فكان من أهمها المجمع اللغوي العبري. واستمر هذا النشاط أيضاً خلال فترة الهسكالا، حيث اتجه أعضاء الحركة إلى استخدام مفردات توراتية غير معروفة مع تغيير معانيها مثل (מכונה-בקורת)، وبالإضافة لذلك كانوا يختاروا أيضاً مفردات قريبة في نغمتها من نغمات كلمات أجنبية أرادوا ترجمتها إلى العبرية. ولم يقتصر الأمر على الكلمات المفردة بل شمل أيضاً التراكيب اللغوية مثل (تلغراف - قاطرة)، وكانت هناك رؤية آخرى لعملية استحداث المفردات ترى أنه من الأفضل أن تتم ترجمة التراكيب اللغوية المستعارة من اللغات الأوروبية كما هي مثل (منفوخ-الأرض) أو البطاطس و (كتاب-الكلمات) بمعنى المعجم وغير ذلك. ولكن مع بداية انتشار الحديث بالعبرية فضلت عملية استحداث المفردات الصيغ المفردة عن التراكيب اللغوية سواء كان ذلك من خلال الأوزان المختلفة للجذور أو عن طريق إضافة سوابق أو لواحق لكلمات موجودة في اللغة مثل كلمة دولي التي تتكون من كلمة محلي والسابقة בין.
ولقد ’عقدت الكثير من جلسات النقاش بين مستحدثي المفردات من أجل التوصل إلى طرق استحداث المفردات، وقد دارت إحدى هذه الجلسات حول إقتراض مفردات من لغات أوروبية الأمر الذي اعترض عليه بن يهودا الذي رأى ضرورة تحويل جميع المفردات المستعارة من اللغات الأجنبية إلى اللغة العبرية، وهو ما حدث وظهر عدد كبير من المفردات ذات الأصل الأجنبي التي تجنست بالعبرية الإسرائيلية، وذلك بواسطة الملائمة للنظام الصوتي العبري. وكانت هناك جلسة أخرى دارت حول اقتراض جذور ومرفيمات من العربية.

### طريقة النطق
منذ بداية القرن التاسع عشر اشتد النقاش حول مسألة النطق الصحيح للغة العبرية؛ حيث فضّل أعضاء حركة الهسكالاه طريقة النطق السفاردية للغة العبرية، والتي حافظت من وجهة نظرهم على الكثير من سمات العبرية الكلاسيكية. وفي مقابل هذا قام إحياء عبرية الكتابة على أساس طريقة النطق الإشكنازية؛ حيث ظهر ذلك في الأشعار المكتوبة التي كانت تحتوي على سجع إشكنازي مثل قصيدة بيالك «عصفورة».
ومع بداية الحديث بالعبرية ازدادت الحيرة حول طريقة النطق المستخدمة وخاصةً فيما يتعلق بالطريقة التي سيستخدمها المعلمون في المدارس العبرية. وكان القرار الذي تم اتخاذه هو أن يتم التدريس لمدة عامين باستخدام طريقة النطق المعروفة للطلاب، وخلال العامين الآخرين يتم الأمر باستخدام طريقة النطق الأخرى؛ حيث كانت الدراسة في المدارس لمدة أربع سنوات، ولكن هذا القرار لم يكن عملياً وفي النهاية قرر مجمع اللغة العبرية بعد مناقشات طويلة فرض الطريقة السفاردية وقد حدد أن أحد أهدافه في ذلك هو الحفاظ على خصائص اللغة الشرقية.
وعلى المستوى العملي افتقد المتكلمون القدرة على استيعاب الفروق الموجودة في النطق الإشكنازي والتي لم تكن موجودة في النطق السفاردي، وخاصة التمييز بين حركتى القامتص والباتاح وبين حركتى الصيرية والسيجول وكذلك بين التاء المشددة والمخففة. وعلى العكس أيضاً لم ينجحوا في استيعاب الفروق الموجودة أيضاً في النطق السفاردي مثل الفرق بين نطق الصوامت الحلقية والمشددة وبين السكون المتحرك والشدة الثقيلة. وبشكل عملي استحدث نظام جديد لطريقة النطق، الذي يعتبر بمثابة القاسم المشترك للنطق الإشكنازي والسفاردي.

### تخطيط اللغة
أشار الباحثون في عملية إحياء اللغة العبرية إلى أن هذه العملية تعد جزء خاص مما يسمى بتخطيط اللغة. ووصف علماء اللغة الاجتماعيون أن الخصائص المميزة لتخطيط اللغة خلال مرحلة إحياء اللغة العبرية المحكية هي اختيار اللغة العبرية وتفضيلها على غيرها من اللغات الآخرى مثل الييدش وغيرها، وتوسيع استخدام اللغة لتشمل مجالات عديدة كالحديث والكتابة العلمية ولغة الصحافة ولتسيير الشؤون الإدارية، وإلى جانب ذلك وجود معيار لغوي للغة وتأليف كتب نحوية ومعاجم، وكتب تعليمية وإرشادية.
وفي إطار تخطيط اللغة كانت هناك أنشطة تهدف إلى الرفع من شأن اللغة في نظر مستخدميها، وهذه الأنشطة تمت في بداية مرحلة الإحياء عن طريق الأفراد وليست المؤسسات الرسمية أو المنظمات؛ ولكن في مراحل متأخرة بدأت تظهر مؤسسات ومرافق تمارس هذه الأنشطة.